# 朗顿家族
朗顿家族（藏語：གླང་མདུན་，威利转写：glang mdun，THL：Langdun，或译为朗敦）为西藏贵族，是第十三世达赖喇嘛所在的尧西家族。
朗顿家族的奠基人为第十三世达赖喇嘛之父工噶仁青。他是出生于西藏达拉岗布山朗顿村的农民，1879年（光绪五年）被光绪帝封为公爵。他育有五子，其中四子即达赖喇嘛土登嘉措。

## 语源
“朗顿”本为庄园名，既“朗敦溪卡”。“朗”意为大象，“顿”意为前面，“朗敦溪卡”意为象山前的庄园。

## 人物
以下为朗顿家族的主要人物：
- 工噶仁青（ཀུན་དགའ་རིན་ཆེན་，kun dga' rin chen，？－1887年），1879年赏公衔，宝石顶、孔雀翎。
  - 长子：顿珠多吉（དོན་གྲུབ་རྡོ་རྗེ་，don grub rdo rje，？－1909年？），1888年赏公衔，宝石顶、孔雀翎。1904年与达赖喇嘛一同逃离拉萨，前往库伦。据称于1909年在柴达木逝世。
    - 子：贡嘎旺秋（ཀུན་དགའ་དབང་ཕྱུག་，kun dga' dbang phyug，1907年－1985年），1926年至1939年间任西藏噶厦政府司伦，中华人民共和国成立后任西藏自治区人民委员会副主席等职。
    - 子：彭措若吉（ཕུན་ཚོགས་རབ་རྒྱས་，phun tshogs rab rgyas，1904年－1920年），顿珠多吉与外室央宗次仁之子。央宗次仁后嫁入拉鲁家族，因拉鲁家无嗣，彭措若吉于1919年进入拉鲁家族承袭公爵爵位，但次年即因病去世。
    - 女：（佚名），嫁给宇妥家族之子
      - 子：江白格桑加措（འཇམ་དཔལ་བསྐལ་བཟང་རྒྱ་མཚོ་，'jam dpal bskal bzang rgya mtsho，1934年－2000年），第五世德珠活佛。

  - 次子：罗桑扎西（བློ་བཟང་བཀྲ་ཤིས་，blo bzang bkra shis），最初为僧官，后赘婿珠巴家族。
  - 三子：强巴南杰班丹（བྱམས་པ་རྣམ་རྒྱལ་དཔལ་ལྡན་，byams pa rnam rgyal dpal ldan），1901年被任命为醒本堪布。
  - 四子：土登嘉措（ཐུབ་བསྟན་རྒྱ་མཚོ་，thub bstan rgya mtsho，1876年－1933年），第十三世达赖喇嘛。
  - 五子：江班旺秋（འཇམ་དཔལ་དབང་ཕྱུག་，'jam dpal dbang phyug，？－1906年？），夏巴法王阿旺粗称的化身。